# Pomnik Matki Boskiej Królowej Korony Polskiej w Toruniu
Pomnik Matki Boskiej Królowej Korony Polskiej w Toruniu – pomnik znajdujący się na placu św. Katarzyny w Toruniu, naprzeciwko wejścia do kościoła św. Katarzyny. Jest to replika pomnika, zburzonego przez wojska niemieckie we wrześniu 1939 roku.
Pomnik Matki Boskiej Królowej Korony Polskiej zaprojektował Ignacy Zelek. Wykonawcą pomnika była toruńska firma Bolesław Kuczyński. Monument odsłonięto 3 maja 1927 roku. Głównym inicjatorem jego powstania był ówczesny proboszcz parafii wojskowej ks. płk Sienkiewicz. Pomnik zniszczony przez Niemców rękami aresztowanych Polaków we wrześniu 1939 roku.
W latach 90. rozpoczęto starania o odtworzenie monumentu. Kopię rzeźby wykonał Krzysztof Mazur na podstawie zachowanych zdjęć. Pomnik został uroczyście odsłonięty 15 sierpnia 2007 roku.
Pomnik mierzy 5 m wysokości. Figurę Matki Boskiej z Dzieciątkiem postawiono na wysokim, czworobocznym betonowym postumencie. Madonna ma na głowie koronę, w prawej dłoni trzyma berło, w lewej Dzieciątko Jezus, trzymające krzyż. U stóp Madonny znajduje się tarcza z orłem w koronie. Na górnej części cokołu znajduje się napis: Królowo Korony Polskiej błogosław nam.
Przed pomnikiem leży granitowy kamień, do którego zamontowano tablicę z krótką historią pomnika oraz nazwiskami i nazwami sponsorów.